# Крепостняк Лідія Іллівна
Лідія Іллівна Крепостняк (17 січня 1925 — ?) — українська радянська діячка, лікар Соколівської дільничної лікарні Крижопільського району Вінницької області. Депутат Верховної Ради УРСР 6—8-го скликань.

## Біографія
Освіта вища медична.
З 1950-х років — лікар Соколівської дільничної лікарні Крижопільського району Вінницької області.
Потім — на пенсії у місті Вінниці.

## Нагороди
- ордени
- медалі